# DJ Ill Will
DJ Ill Will (South Bend, Indiana, SAD, 1985.) je američki DJ, producent i redatelj videospotova koji trenutno živi u Los Angelesu, Kaliforniji. Svoju karijeru je započeo 2009. godine kada je počeo surađivati s mnogim izvođačima koje je probio na glazbenu scenu. Surađivao je s izvođačima kao što su Kid Ink, Wiz Khalifa, Chris Brown, Tyga, Soulja Boy, Ya Boy, Ray J i Bow Wow, te mnogi drugi. Do sada je bio producent na više od 200 miksanih albuma. Godine 2010., MTV ga je proglasio jednim od najboljih Disc jockeyja na miksanim albumima.

## Diskografija

### Miksani albumi
- Tyga - Black Thoughts
- Wiz Khalifa - Burn After Rolling
- Tyga - Outraged & Underage
- Kid Ink - Crash Landing
- Chris Brown & Tyga - Fan of a Fan
- Meek Mill - Mr. Philadelphia
- Chris Webby - Webster's Laboratory
- Bow Wow - Greenlight 4
- Kid Ink - Daydreamer
- YG - Just Re'd Up
- Tyga - Black Thoughts 2
- Kid Ink - Wheels Up
- Cory Gunz - Son of a Gun

## Vanjske poveznice
- DJ Ill Will na Twitteru
- DJ Ill Will na MySpaceu